# Montefrío
Montefrío és un municipi situat al nord de la província de Granada. Té 6.520 habitants (INE 2005). Està situat entre la Sierra de Parapanda i la Sierra de Priego. El 1982 va ser declarat Conjunt Històric-Artístic Nacional.

## Llocs d'interès
Castell Àrab i Església de la Vila: És un imponent conjunt monumental situat al cim d'un penyal. La Fortalesa Àrab es va construir el 1352 quan regnava a Granada Yússuf I. L'obra va ser dissenyada pel mateix arquitecte de l'Alcassaba de l'Alhambra. Encara que no existeixen plànols del castell, se sap que tenia una gran Torre de l'Homenatge, tres places d'armes i dos amplis aljubs. La fortalesa va servir de residència durant set anys a Aben Ismael III, príncep acabdillat pels Abencerraigs que més tard esdevindrà rei de Granada amb el nom de Yusuf V.
L'Església de la Vila es va construir al segle xvi sobre la fortalesa àrab per simbolitzar el triomf del cristianisme. És obra de Diego de Siloé i és d'estil gòtic-renaixentista.
Església de l'Encarnació: es va construir sota el regnat de Carles III. Es va posar la primera pedra l'11 de novembre de 1786 i va es va donar per acabada, en el fonamental, el 12 d'agost de 1802. Es va inaugurar el 2 de novembre del mateix any.
Té una forma de cercle perfecte, al qual s'adossa, a manera de capçalera, un petit rectangle que acull la Capella Major i als seus costats dues petites habitacions, una per a la sagristia, amb la torre sobresortint darrere de la Capella. En la banda oposada s'articula un altre rectangle per a la portalada i dos petits quadrats amb escala per pujar al cor.
El mur que delimita la nau presenta capelles i fornícules de forma alternada, amb retaules i escultures, i en la part superior una passarel·la amb cornisa que marca l'arrencada de la volta. Al costat de la capella major s'obren dos petits balcons sobre les portes que comuniquen amb la sagristia i l'altra habitació simètrica a aquesta.
Els murs exteriors són de carreus, delimitats en alçada per una petita cornisa i altres més amunt, que de forma escalonada reben la teulada. La portalada té una obertura amb un buit a dalt i un arc i acabat en un gran frontó triangular.
El precedent d'aquesta església es troba a Roma en el panteó d'Agripa-Adriano.